# Sobredeterminado

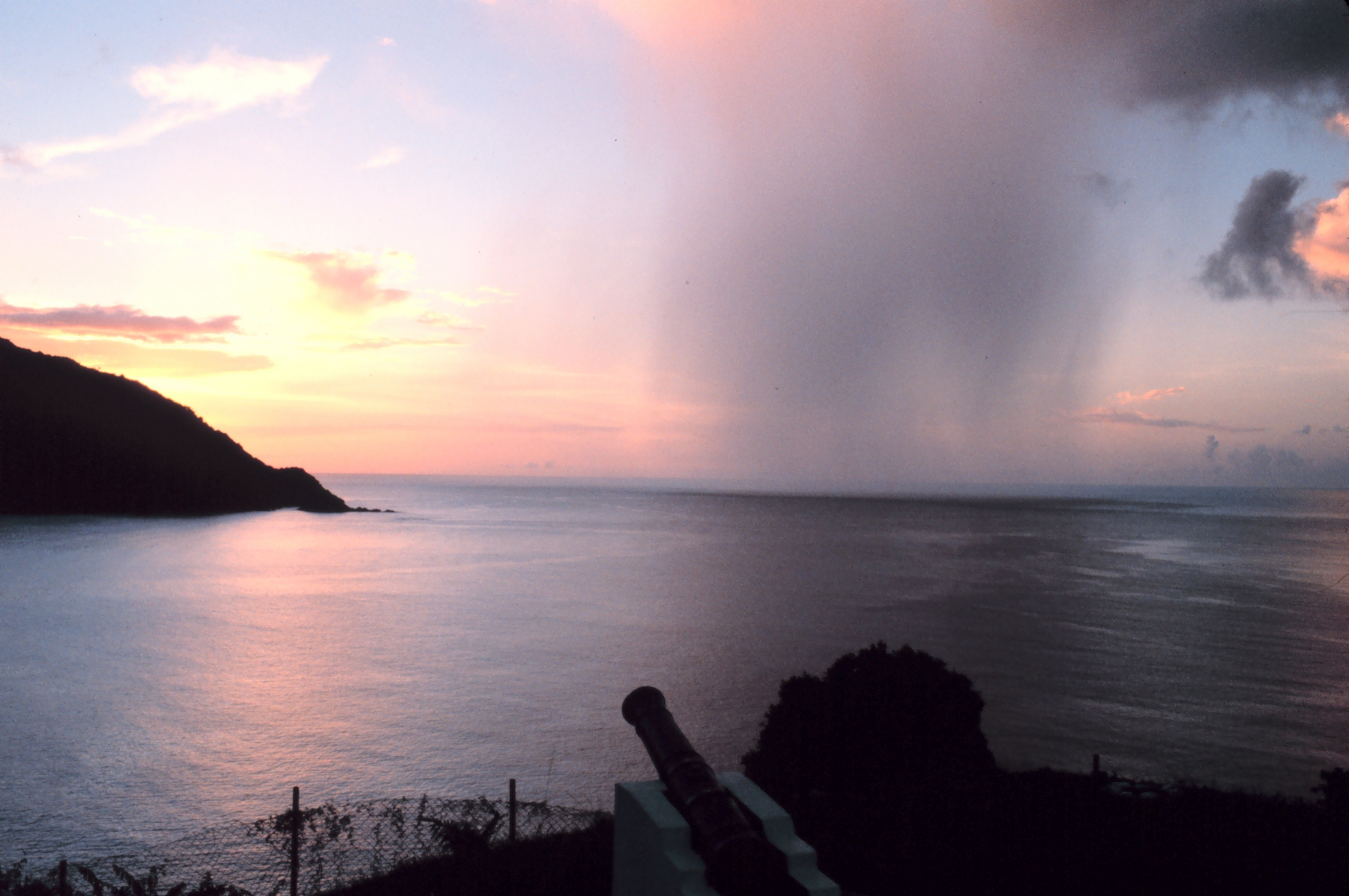
Clima, um elemento sobredeterminado e portanto, caótico

## Conceituação
Normalmente aplica-se a definição sobre o resultado de um evento (ou o resultado pode ser o próprio evento) subordinado a muitos outros, ou consequência destes. Desta forma, não há condições de se avaliar o início e o fim do evento, já que ele depende da interação com outros processos, individualmente, e também destes entre si. Associa-se epistemologicamente ao conceito de caos, já que não há forma de se delimitar os geradores de um evento sobredeterminado, nem de controlá-lo ou de prevê-lo.
O termo sobredeterminado é utilizado em relação a fenômenos quando "A formação considerada é resultante de diversas causas, pois que uma só não basta para explicá-la;”. Portanto, recorre que um objeto de estudos é resultado de uma mutualidade de causas , somadas, concorrentes ou interagentes de forma mais ou menos parcial, e que são responsáveis por matizes singulares (às vezes únicas) neste objeto analisado.

## Sobredeterminação em Louis Althusser
Althusser argumenta que a proposta para o uso do método dialético em Marx difere bastante do uso da dialética empregado por Hegel, justamente neste ponto de que a contradição não será entre princípios ideias simples, como o é em Hegel, mas sim uma contradição sobredeterminada, incorporando diversos fatores tanto do meio físico, quanto da organização produtiva humana, quanto da superestrutura ideológica existente, incluindo também o fato de que todos estes fatores estão em constante interação, alterando uns aos outros. Althusser recorre ao exemplo de Lênin, que ao estudar os motivos da Revolução Socialista Russa, demonstra como foram vários os fatores que influíram para o sucesso desta; a saber alguns dos mais importantes:
• As contradições do regime de exploração feudal.
• As contradições da exploração capitalista e imperialista de larga escala, nas cidades e nas regiões mineiras e petrolíferas.
• A própria contradição entre o grau de desenvolvimento do sistema capitalista em contraposição ao feudal.
• A exasperação entre as lutas de classes, tanto entre explorados e exploradores, quanto entre as diversas classes dominantes.
• O exílio e desenvolvimento intelectual da elite revolucionária russa.
• A herança cultural da experiência política operária européia.
• Os sovietes, como nova forma de organização política de massas.
• As duas guerras mundiais, incluindo o intervalo entre elas, e também o conseqüente abalo temporário às nações imperialistas.
• O apoio involuntário da burguesia franco-inglesa à revolução, em sua oposição ao Czar Russo.
• Até mesmo as riquezas naturais do país e a extensão de seu espaço.
Como bem se pode perceber, uma diversidade de fatores, gerando contextos que não ocorreram em mais nenhuma nação europeia, colocaram a Rússia como única potência em que houve sucesso da revolução socialista. Sob o mesmo enfoque de sobredeterminação, a expectativa de uma revolução socialista na Alemanha malogrou, visto que, embora as contradições entre Capital e Trabalho se mostrassem evidentes, e até houvesse um aparente progresso do partido social-democrata, havia o fator de existir uma burguesia forte e conservadora, e um aparelho de estado organizado e fortemente armado, o que acabou conduzindo à subida do Nazismo.
Althusser critica aqueles que definem que, em Marx, a Economia seria o único fator responsável pelo desenvolvimento histórico, levando a um consequente determinismo histórico.  Quanto a isso, cita Engels, que aqui transcrevemos: “A situação econômica é a base, mas os diversos elementos da superestrutura - as formas políticas da luta das classes e os seus resultados - as constituições estabelecidas uma vez ganha a batalha pela classe vitoriosa, etc., as formas jurídicas, e mesmo os reflexos de todas essas lutas reais no cérebro dos participantes, teorias políticas, jurídicas, filosóficas, conceitos religiosos e o seu desenvolvimento posterior em sistemas dogmáticos, exercem igualmente a sua ação nas lutas históricas, e, em muitos casos, determinam-lhes de modo preponderante a forma...”.
É certa a ênfase de Marx e Engels de que o modo de produção (econômico) determina, em última instância, os modos possíveis da sociedade humana se estabelecer. A condição social e a consciência de seus indivíduos, em um determinado período histórico, dependerão, sobremaneira, da capacidade científica, técnica e organizativa disponível, e que tem sua contraparte efetiva no sistema de produção para a manutenção do modo de ser desta sociedade. Contudo, é importante o reconhecimento de Marx sobre a autonomia relativa das superestruturas e a sua eficácia específica. Portanto, o modo de produção de uma sociedade de forma alguma é totalmente determinista quanto à sua superestrutura, muito menos em curto prazo; vis a vis, constata-se que a ideologia de um povo leva em conta uma herança histórica, além de se relacionar com a cultura de outros povos; e mesmo após uma revolução, vários aspectos culturais são mantidos, ao invés de desmoronar repentinamente. E ambas, estrutura e superestrutura, afetando uma à outra de maneira importante, porém reciprocamente e de forma não totalmente determinista, irão em sua infinidade de fatores, sobredeterminar as contradições e movimentos de mudança social ao longo da história da sociedade humana.